# Umar Farouk Abdulmutallab
 (février 2016).
Si vous disposez d'ouvrages ou d'articles de référence ou si vous connaissez des sites web de qualité traitant du thème abordé ici, merci de compléter l'article en donnant les références utiles à sa vérifiabilité et en les liant à la section « Notes et références ».
Umar Farouk Abdulmutallab (en arabe : عمر فاروق عبد المطلب) aussi connu sous les noms d'Umar Abdul Mutallab et Omar Farooq al-Nigeri et populairement appelé Le terroriste aux sous-vêtements piégés,,,, (en anglais : Underwear Bomber) ou Le terroriste de Noël, (en anglais : Christmas Bomber), né le 22 décembre 1986 à Lagos, est un terroriste nigérian qui, à l'âge de 23 ans, a tenté sans succès de détruire l'Airbus A330 opérant le vol Northwest Airlines 253 entre Amsterdam et Détroit le jour de Noël en 2009. Pour ce faire, il a essayé d'activer des explosifs en plastic dissimulés dans son caleçon à l'aide d'une seringue remplie d'un liquide chimique acide.

## Biographie
Il est le fils d'un riche banquier. Le journaliste Jean Birnbaum en fait donc un contre-exemple de l'idée reçue selon laquelle les djihadistes seraient systématiquement issus de familles pauvres.  
Abdulmutallab a été mandaté par Al-Qaïda dans la Péninsule arabique (AQPA), qui lui a fourni les explosifs ainsi qu'une formation. Des connexions entre Al-Qaïda et Anwar al-Awlaki ont été trouvées, bien que ce dernier nie avoir donné l'ordre à Abdulmutallab de faire exploser la bombe.

## Conséquences de l'attentat
Bien que sa tentative d'attentat-suicide ait échoué sur le plan strictement opérationnel, elle est considérée comme une victoire stratégique par des organisations terroristes comme Daech dont l'un des caciques écrit : « Même les opérations qui n'ont pas eu lieu et qui étaient à l'état de projet ont causé d'énormes pertes financières aux compagnies aériennes britanniques et américaines. Les attaques aux explosifs liquides en sont un bon exemple. Leur liste est très longue, la dernière en date étant celle du frère Umar Farouk. Bien que l'avion n'ait pas explosé, les dépenses de sécurité des États-Unis dues aux perturbations dans les aéroports, à l'installation d'appareils plus sophistiqués et à l'augmentation des normes de sécurité s'élèveront à 40 milliards de dollars à court terme, encore plus à long terme ».
Reconnu coupable par une cour fédérale américaine de huit chefs d'inculpation (dont l'utilisation d'une arme de destruction massive et la tentative de meurtre à l'endroit de 289 personnes), il est condamné le 16 février 2012 à 4 peines d'emprisonnement à perpétuité plus 50 ans sans possibilité de libération conditionnelle. Il est actuellement incarcéré à ADX Florence, la prison fédérale de très haute sécurité dans le Colorado.